# Emilio Suardi
Emilio Suardi (n. 1 aprilie 1905, Romano di Lombardia, Lombardia, Regatul Italiei – d. 4 februarie 1983, Romano di Lombardia, Lombardia, Italia) a fost un politician și partizan italian.
Important exponent al Rezistenței comuniste, a fost primul președinte al provinciei Grosseto (1951–1952).